# هينرش هوفمان

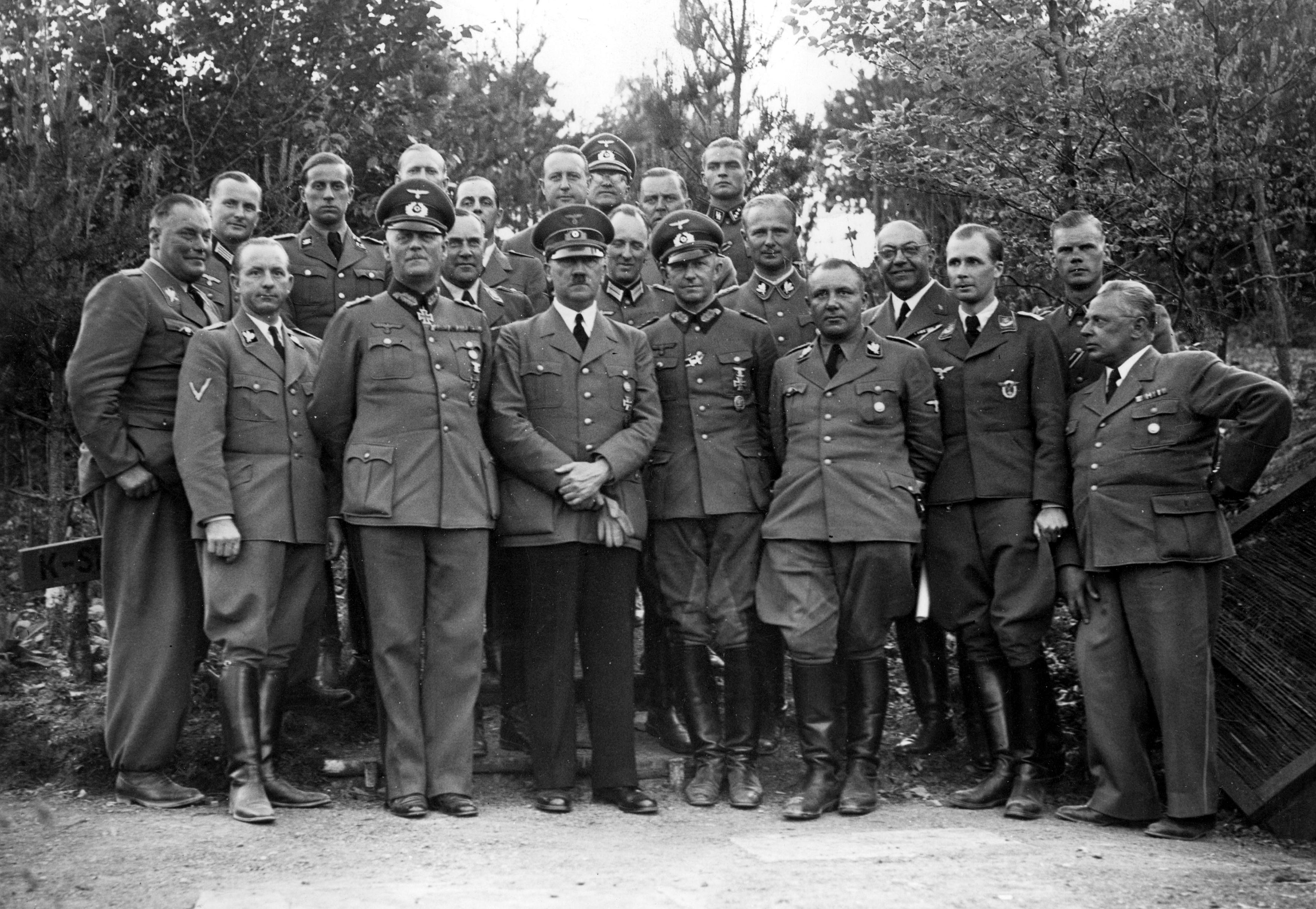
صورة لهتلر مع بعض العسكرين عام 1940 يظهر فيها هوفمان الأول جهة اليمين

هينرش هوفمان (بالألمانية: Heinrich Hoffmann)‏ (12 سبتمبر 1885 - 11 ديسمبر 1957) المصور الرسمي للمستشار الألماني ادولف هتلر, قام بتصوير معظم صور هتلر الفوتوغرافية.

## النشاة
بدا هوفمان عمله كمصور في محل للتصوير لوالده في ميونخ عام 1908. دخل الحزب النازي عام 1920 ,وتم تعينه من قبل هتلر ليكون مصوره الرسمي. في 2 أغسطس عام 1914 التقط هوفمان صورة في ميونخ اظهرت هتلر الشاب وسط حشود يهتفون بعد اندلاع الحرب العاليمة الأولى هذه الصورة تم استخدامها للدعاية النازية لاحقاً. استُخدِمت ثروة الصور التي التقطها هوفمان لهتلر على الطوابع والبطاقات البريدية وعلى اغلفة الكتب والبوسترات، أصبح هوفمان صديق مقرب لهتلر وبناء على اقتراحه استلم هو وهتلر عائدات حقوق الملكية على كل صور هتلر التي نشرت حتى تلك الصور التي كانت تطبع على الطوابع البريدية. الامر الذي جعل هوفمان يمتلك ثروة مالية من هذه الصور.

## العائلة
تزوج هوفمان من تيريز بومان والتي كانت تشاركه الإعجاب بادولف هتلر في عام 1911 ,، رزقا بطفلة اسموها هنريت في 3 فبراير 1913 وصبي(هينرش) في 24 أكتوبر 1916, تزوجت هنريت في ما بعد من عسكري نازي وهو الذي كان يساعد هوفمان في كتابة مقدمات صور هتلر على الكتب. في حدث مفاجأ وغير متوقع توفت تيريز زوجة هوفمان عام 1928, تزوج هوفمان من ايرنا وكانت تعمل معه في الاستوديو وكان لهم دور في تعريف مساعدتهم ايفا براون على هتلر، ايفا براون التي أصبحت لاحقاً عشيته وتزوجها في 29 أبريل 1945 وشاركته الانتحار بعد الزواج بيوم واحد.

## منشوراته
خلال حكومة الرايخ الثالث اصدر هوفمان العديد من الكتب عن ادولف هتلر, لا أحد يعرف هتلر اصدره عام 1933, في عام 1934 اصدر كتاب الشباب حول هتلر، عام 1938 اصدر ثلاثة كتب علن هتلر هتلر في إيطاليا وهتلر محرر السويدتوهتلر في منزله، قبل وقت قصير من اندلاع الحرب العالمية الثانية كتب كتابه الأخير وجه الفوهرر.

## حياته بعد الحرب
في 10 مايو تم اعتقال هوفمان من قبل القوات الأمريكية وتمت محاكمته بتهمة جني الأموال النازية وحكم عليه بالسجن لاربعة اعوام، بعد إطلاق سراحه في 31 مايو 1950 استقر في قرية صغيرة في ميونخ ليموت في نفس المكان بعد 7 اعوام بعمر 72 عام.

## ارشيفه الصوري
ترك هوفمان مكتبة صورية ارشيفية كبيرة لهتلر تمت مصادرتها من قبل الحكومة الأمريكية أثناء احتلالها لالمانيا وتم استلامها من قبل إدارة الارشيف الوطني والسجلات الأمريكية، وتعتبر هذه الصور مصدر مهم جدا للعلماء لدراسة الرايخ الثالث، تم اعتبار هذه الصور والوثائق في عهدة الحكومة الأمريكية كملكية عامة (لاتحكمها حقوق ملكية نشر) باعتبارها املاك نازية.
هنالك ايضا ارشيف في متحف بافاريا الوطني يسمى صور هوفمان الارشيفية

## صور لهتلر لم يطلع عليها أحد
في وقت متاخر تم اظهار 9 صور لهتلر تم التقاطها من قبل هوفمان تشير إلى ان هتلر اعتاد على ان يجرب حركات يده ويطلب من هوفمان ان يصوره ليستطيع ان يرى كيف كان يبدو امام الشعب الألماني، حيث ان هذه الخطابات كانت واحدة من مهارات هتلر لالهام الجماهير بالنهضة الوطنية الكبرى لالمانيا.

## روابط خارجية
- هينرش هوفمان على موقع مونزينجر (الألمانية)